# Американская история ужасов: 1984
«Американская история ужасов: 1984» (англ. American Horror Story: 1984) — девятый сезон американского телесериала-антологии «Американская история ужасов», созданный для телеканала FX Райаном Мёрфи и Брэдом Фэлчаком. Его премьера состоялась 18 сентября 2019 года. Источником вдохновения для девятого сезона послужили такие классические слэшеры, как «Пятница, 13-е» и «Хэллоуин». Действие сериала разворачивается в 1984 году в летнем лагере «Редвуд», который терроризирует серийный убийца.
В этом сезоне снялись Эмма Робертс, Билли Лурд, Лесли Гроссман, Коди Ферн, Джон Кэрролл Линч, Лесли Джордан, Таня Кларк, Лили Рэйб, Дилан Макдермотт и Финн Уиттрок, которые уже появлялись в предыдущих сезонах сериала-антологии. Список новичков, присоединившихся к девятому сезону, включает Мэттью Моррисона, Гаса Кенуорти, Анжелику Росс и Зака Виллу. «1984» стал первым сезоном «Американской истории ужасов», в котором не появились «ветераны» шоу Эван Питерс и Сара Полсон.

## Сюжет
Летом 1984 года пятеро друзей покидают Лос-Анджелес, чтобы работать вожатыми в лагере «Редвуд». Привыкая к своей новой работе, они начинают понимать: единственное, что страшнее рассказов у костра — это прошлое, преследующее тебя.

## Актерский состав

### Основной состав
- Эмма Робертс — Брук Томпсон, студентка, чьи новые друзья заставляют её провести лето в лагере «Редвуд»[2][3][4].
- Билли Лурд — Монтана Дюк, единственная девушка в мужской группе Ксавье, пока к ним не присоединяется Брук[3][4][5].
- Лесли Гроссман — Маргарет Бут, владелица лагеря «Редвуд», пострадавшая в резне 1970-го года[3][4][5].
- Коди Ферн — Ксавье Плимптон, инструктор по аэробике, который становится вожатым в лагере «Редвуд»[3][4][5].
- Мэттью Моррисон — Тревор Кирхнер, директор по развлечениям в лагере «Редвуд» и любовник Монтаны[3][4][5].
- Гас Кенуорти — Чет Клэнси, гимнаст, бывший член Олимпийской сборной и любовный интерес Брук[2][3][4].
- Джон Кэрролл Линч — Бенджамин Рихтер / «мистер Джинглс», сбежавший преступник и убийца, коллекционирующий уши своих жертв[3][4][5].
- Анжелика Росс — Донна «Рита» Чемберс, медсестра в лагере «Редвуд» и аспирант психологии[3][4][6].
- Зак Вилла — Ричард Рамирес, серийный убийца, который преследует Брук и объединяется с Маргарет[3][4][5].

### Второстепенный состав
- ДеРон Хортон — Рэй Пауэлл, санитар, вожатый в лагере «Редвуд»[4][5].
- Орла Брейди — доктор Карен Хоппл, глава психиатрической лечебницы, из которой сбежал Бенджамин[7].
- Лу Тейлор Пуччи — Джонас Шевур, призрак вожатого, убитого в 1970 году в лагере «Редвуд»[8].
- Эмма Мейзел — Мидж, одна из жертв мистера Джинглса.
- Кэт Солко — Хелен, одна из жертв мистера Джинглса.
- Конор Донналли — Эдди, одна из жертв мистера Джинглса.
- Шон Лианг — один из шутников, который притворялся мистером Джинглсом.
- Лесли Джордан — Кортни, помощник Маргарет.
- Лили Рэйб — Лавиния Рихтер, мать Бенджамина[9].
- Дилан Макдермотт — Брюс, автостопщик-убийца[10].

### Приглашённые актёры
- Митч Пиледжи — Арт, коллега доктора Хоппл[7].
- Дон Суэйзи — Рой, владелец заправки возле лагеря «Редвуд»[11].
- Тара Карзиан — шеф Берти, повариха в лагере «Редвуд»[12].
- Тодд Стэшвик — Блейк, бывший агент Ксавье.
- Стивен Калп — мистер Томпсон, отец Брук.
- Спенсер Невилл — Джои Кавана, бывший жених Брук
- Дрима Уокер — Рита, медсестра в лагере «Редвуд», чья личность украдена Донной.
- Марк Догерти — Чан, один из молодых людей, который хотел присоединиться к братству Омега XI, членом которого был Рэй.
- Тим Расс — Дэвид Чемберс, отец Донны.
- Ричард Ганн — заместитель шерифа, расследующий убийства в лагере «Редвуд».
- Ник Чинланд — тюремщик.
- Таня Кларк — Лоррейн Рихтер, жена Бенджамина в 1989 году.
- Ивонн Зима — Ред, фанатка Рамиреса.
- Эрик Стейвс — Дастин, орнитолог, приехавший в лагерь «Редвуд» в 1989 году.
- Коннор Кейн — молодой Бенджамин в 1948 году.
- Стефани Блэк — Стейси, писательница из «National Enquirer», увлечённая убийствами в лагере «Редвуд».
- Финн Уиттрок — Бобби Рихтер, сын Бенджамина и Лоррейн[13].

## Эпизоды
| № общий | № в сезоне | Название                               | Режиссёр             | Автор сценария            | Дата премьеры    | Произв. код | Зрители США (млн) |
| --- | ---------- | -------------------------------------- | -------------------- | ------------------------- | ---------------- | ----------- | ----------------- |
| 95 | 1          | «Лагерь „Редвуд“» «Camp Redwood»       | Брэдли Букер         | Райан Мёрфи и Брэд Фэлчак | 18 сентября 2019 | 9ATS01      | 2,13              |
| В 1984 году в Лос-Анджелесе на Брук Томпсон нападает Ночной Сталкер, после чего девушка решает уехать из города и стать вожатой в летнем лагере «Редвуд» вместе со своими новыми друзьями из класса танцевальной аэробики. По дороге они сбивают пешехода. Группа доставляет раненого парня в лазарет лагеря, где о нём заботится медсестра Рита. Маргарет Бут, владелица лагеря, знакомится с вожатыми и проводит для них экскурсию по территории. Вечером у костра вожатые узнают от Риты, что в 1970 году уборщик Бенджамин Рихтер по прозвищу мистер Джинглс устроил в «Редвуде» резню. Маргарет рассказывает, что она была единственной выжившей в ту ночь. В лазарете Брук обнаруживает труп парня, убитого мистером Джинглсом, но другие вожатые ей не верят, так как не находят ни тело, ни Рихтера. |            |                                        |                      |                           |                  |             |                   |
| 96 | 2          | «Мистер Звяк» «Mr. Jingles»            | Джон Дж. Грей        | Тим Майнир                | 25 сентября 2019 | 9ATS02      | 1,49              |
| Доктор Карен Хоппл сообщает Маргарет о побеге Рихтера из психиатрической больницы, но она не собирается отказываться от планов по открытию лагеря. Брук рассказывает Монтане о своей свадьбе год назад, когда её жених Джозеф убил шафера, отца Брук, после чего застрелился сам. Пытаясь утешить Брук, Монтана целует её, чем шокирует её. Ксавье шантажирует человек по имени Блейк, который хочет вновь заставить его сняться в гей-порно, однако Ксавье предлагает себе на замену Тревора. Рихтер убивает Блейка, который подглядывает за Тревором в душевой. Ночной Сталкер преследует Брук, но той удаётся отбиться от него веслом. Преследуя Брук, Ночной Сталкер сталкивается с раненым парнем и убивает его, но тот загадочным образом воскресает. Вожатые находят труп Блейка с отрезанным ухом и догадываются, что мистер Джинглс вернулся в лагерь и теперь охотится на них. Маргарет знакомится с Ричардом Рамиресом и просит его прикончить мистера Джинглса. Вожатые собираются убежать из лагеря и, разделившись на две группы, отправляются на поиски ключей от машины и мотоцикла. Маргарет находит раненого парня и понимает, что он является призраком вожатого из 1970 года. Группы, возглавляемые Тревором и Ритой, ищут ключи, когда в двери обоих домиков начинает кто-то ломиться. |            |                                        |                      |                           |                  |             |                   |
| 97 | 3          | «Танец с резнёй» «Slashdance»          | Мэри Уигмор          | Джеймс Вонг               | 2 октября 2019   | 9ATS03      | 1,34              |
| На группу Риты в медпункте нападает Рамирес, и вожатые решают разделиться, чтобы увеличить свои шансы на выживание. Ночной Сталкер в конце концов врывается в домик и нападает на Рэя, но Чет спасает его, и они бегут к машине. По дороге они падают в яму с деревянными кольями, один из которых пронзает Чету плечо. Рэй признаётся Чету об инциденте в колледже во время посвящения новичков, в результате которого он стал виновником смерти одного студентов, и оставляет Чета умирать. Преследователи группы Тревора оказываются группой шутников, нарядившихся в костюмы мистера Джинглса в честь годовщины резни 1970 года. Обоих любителей розыгрышей убивает настоящий маньяк, а Тревор, Монтана и Ксавье убегают. Брук и Рита добираются до парковки, после чего Брук собирается ехать на машине и вызвать полицию. Однако Рита вкалывает ей транквилизатор и оттаскивает в кусты. Выясняется, что на самом дела за медсестру Риту выдаёт себя Донна Чамберс, психолог, одержимая серийными убийцами и организовавшая побег Рихтера из психбольницы. В лодочном домике мистер Джинглс убивает настоящую Риту, личность которой украла Донна. Ксавье и Тревор находят Чета и спасают его, но замечают рядом с собой мистера Джинглса. Тревор сталкивает его в яму, после чего понимает, что это был очередной подражатель маньяка. На парковке Монтану и Рэя встречает Рамирес. Струсив, Рэй уезжает на мотоцикле, но мистер Джинглс обезглавливает его прямо на ходу. Монтана целуется с Ричардом. |            |                                        |                      |                           |                  |             |                   |
| 98 | 4          | «Настоящие убийцы» «True Killers»      | Дженнифер Линч       | Джей Битти                | 9 октября 2019   | 9ATS04      | 1,29              |
| Во флешбэках показано, что Монтана и Рамирес стали любовниками после знакомства на занятиях по аэробике. Монтана наняла Рамиреса убить Брук, чтобы отомстить за смерть своего брата Сэма, который был шафером на свадьбе Брук и был застрелен её женихом Джозефом. В настоящем времени Ксавье приходит в столовую к Берти, поварихе лагеря, но Рихтер обнаруживает их. Рихтер закрывает Ксавье в духовке и включает её, однако смертельно раненой Берти удается открыть печь и спасти его. Ксавье, получивший сильные ожоги, добивает Берти из чувства сострадания. Тем временем Брук попадает в сеть-ловушку, устроенную Донной. Рамирес с помощью Монтаны находит Брук, но появляется Рихтер и начинается с ним драку. Мистер Джинглс побеждает и насаживает Рамиреса на сук дерева. Воспользовавшись суматохой, Брук сбегает. Рихтер приходит к Маргарет, которая признаётся, что на самом деле именно она в 1970 году убила вожатых за то, что они насмехались над ней, в свою очередь Рихтер, обвиненный в убийствах, был подвергнут электрошоковой терапии в психбольнице, в результате чего утратил воспоминания. Маргарет несколько раз стреляет в Рихтера. Услышав выстрелы, на помощь прибегает Тревор, но Маргарет убивает его и отрезает ухо, чтобы свалить вину на мистера Джинглса. Ксавье после встречи с раненым Рихтером находит Брук. Они воссоединяются с Четом, Монтаной и Маргарет, которая лжёт, что Рихтер убил Тревора. Тем временем Донна становится свидетельницей того, как Рамирес воскресает из мертвых. |            |                                        |                      |                           |                  |             |                   |
| 99 | 5          | «Красный рассвет» «Red Dawn»           | Гвинет Хордер-Пэйтон | Дэн Дворкин               | 16 октября 2019  | 9ATS05      | 1,09              |
| В 1980 году Донна обнаруживает, что её отец на протяжении всей жизни являлся серийным маньяком и убивал молодых женщин. Будучи психологом, Донна обещает вылечить отца, но тот на её глазах сводит счёты с жизнью. В настоящем времени Рамирес объясняет Донне, что он был воскрешен сатаной и теперь знает обо всем, что сделала Донна. Тем временем Маргарет предлагает переплыть на лодке на другой берег озера за помощью, и Чет неохотно соглашается пойти с ней. На середине озера Маргарет раскрывает правду Чету о своих намерениях и убивает его. Донна находит Ксавье и Монтану и признаётся, что именно она освободила Рихтера и привела его в лагерь. Взбешенный Ксавье начинает гнаться за ней с топором. Она укрывается в медпункте, где сталкивается с Рихтером и просит убить её, чтобы избавить от вины за произошедшее; но он отказывается. Рихтер выслеживает Маргарет, бросает ей под ноги связку ключей и начинает душить. Ксавье расстреливает Рихтера из лука, но Маргарет убивает Ксавье. Появляется Рамирес и с помощью сатаны воскрешает Рихтера. Брук сталкивается с призраком Рэя, укрывается с ним в столовой и занимается сексом; она понимает, что Рэй мёртв, когда находит в холодильнике его отрубленную голову. Брук возвращается к Монтане, которая нападает на неё и признается, что наняла Рамиреса, чтобы отомстить за смерть брата. Восходит солнце, в лагерь прибывают дети, которые с ужасом видят, как Брук добивает Монтану. Полиция берёт Брук под арест, и Маргарет подставляет её, обвиняя в смерти всех вожатых. Рамирес и Рихтер угоняют полицейскую машину и направляются в Лос-Анджелес. |            |                                        |                      |                           |                  |             |                   |
| 100 | 6          | «Эпизод 100» «Episode 100»             | Лони Перистер        | Райан Мёрфи и Брэд Фэлчак | 23 октября 2019  | 9ATS06      | 1,35              |
| В 1985 году, через год после событий в лагере «Редвуд», Рихтер, уставший от бесконечных убийства Рамиреса, сдаёт его разъярённой толпе, а сам скрывается. Четыре года спустя призраки Монтаны и Ксавье продолжают убивать всех, кто забредает на территорию лагеря. Это не нравится призраку Рэя, который вынужден убираться за ними. Тем временем Маргарет стала магнатом в сфере недвижимости и скупает дома с тёмным прошлым. Она замужем за Тревором, которому удалось выжить после её нападения. Тревор решил скрыть правду о резне в лагере и с помощью шантажа женился на Маргарет, чтобы не свидетельствовать на суде против неё. Маргарет решает провести в лагере «Редвуд» музыкальный фестиваль с участием Билли Айдола. Об этом узнаёт Рихтер, ныне мирно живущий на Аляске c женой Лоррен и сыном Бобби. Однажды он возвращается домой после работы и обнаруживает тело жены, убитой Рамиресом, который выбрался из тюрьмы с помощью сатаны. Рихтер отдает Бобби сестре жены и направляется в «Редвуд», чтобы прикончить Рамиреса. В тюрьме палач в маске казнит Брук при помощи смертельной инъекции. В морге выясняется, что за палача себя выдавала Донна, которая делает Брук укол адреналина и спасает ей жизнь. |            |                                        |                      |                           |                  |             |                   |
| 101 | 7          | «Дама в белом» «The Lady in White»     | Лиз Фридлендер       | Джон Дж. Грей             | 30 октября 2019  | 9ATS07      | 1,05              |
| В 1948 году в лагере «Золотая звезда» молодой Рихтер теряет из виду младшего брата Бобби, которого погибает на озере под винтом моторной лодки. Мать Рихтера Лавиния обвиняет его в смерти Бобби. В 1989 году Рихтер возвращается в лагерь «Редвуд» и сталкивается с призраками вожатых, которые сетуют на то, что их терроризирует призрак неизвестной женщины в белой ночной рубашке. Рихтер объясняет, что этот призрак — Лавиния, которую он был вынужден убить в целях самообороны в 1948 году. Рихтер встречается с матерью, которая даёт понять, что именно она подтолкнула Маргарет к совершению убийств в 1970 году, чтобы заставить Рихтера ответить за смерть Бобби. Тем временем Донна отводит Брук на роллердром, чтобы отдохнуть и покататься на роликовых коньках. Они знакомятся с мужчиной по имени Брюс. После того, как Брюс чинит их машину, они соглашаются подвезти его, но затем высаживают на шоссе после того, как он признаётся, что знает Донну, а затем убивает полицейского. Брюс преследует их на угнанной машине и угрожает убить, но девушкам удаётся перехитрить маньяка и сбежать от него. В лагере «Редвуд» Рамирес убивает Лималя, лидера группы Kajagoogoo, и всех его музыкантов, прибывших на фестиваль Маргарет. По совету матери Рихтер кончает жизнь самоубийством, чтобы стать призраком и отомстить Рамиресу. |            |                                        |                      |                           |                  |             |                   |
| 102 | 8          | «Покойся по кусочкам» «Rest in Pieces» | Гвинет Хордер-Пэйтон | Адам Пенн                 | 6 ноября 2019    | 9ATS08      | 1,05              |
| Незадолго до Хэллоуина Брюс прибывает в лагерь «Редвуд», где сбивает машиной призрака Рихтера, устроившего схватку с Рамиресом. Брюс представляется Ночному Сталкеру его ярым фанатом и предлагает ему свою помощь в устранении Рихтера. С Донной и Брук знакомится журналистка бульварной газеты National Enquirer Стейси Филлипс, которая знает их настоящие личности. Они берут её с собой в лагерь «Редвуд». Брук обещает рассказать Стейси правдивую историю о резне в лагере, но втайне собирается убить её. Донна останавливает её и убеждает сосредоточиться на Маргарет. Стейси бежит, однако по дороге журналистку убивают Брюс и Рамиреc. Маргарет раскрывает Брюсу и Рамиресу свой план перебить на фестивале всех музыкантов (кроме Билли Айдола). Тревор признаётся в любви призраку Монтаны и планирует покончить с собой, чтобы присоединиться к ней, но она отталкивает его, считая себя виновной за отношения с Рамиресом. Мёртвые вожатые, разгневанные убийствами Рихтера, связывают его и отказываются позволить ему убить Рамиреса. Призрак Бобби появляется и утаскивает Рихтера в озеро. Рихтер приходит в себя рядом с Бобби и Лавинией, которые убеждают его остаться с ними. |            |                                        |                      |                           |                  |             |                   |
| 103 | 9          | «Девушка в финале» «Final Girl»        | Джон Дж. Грей        | Кристал Лиу               | 13 ноября 2019   | 9ATS09      | 1,08              |
| В 2019 году взрослый сын Рихтера Бобби прибывает в лагерь «Редвуд», намереваясь разузнать, что случилось с его отцом. Только на смертном одре тётя сообщила Бобби о его происхождении, а до этого он всю свою жизнь получал анонимные чеки от неизвестного благотворителя. В лагере Бобби знакомится с Монтаной и Тревором, которые объясняют, что мистер Джинглс исчез 30 лет назад после того, как его затащили в озеро, и с тех пор больше никто его не видел. Они рассказывают о том, что произошло в 1989 году. Чтобы предотвратить дальнейшие смерти, Тревор при помощи автобуса перекрыл въезд в лагерь «Редвуд» для участников и посетителей фестиваля. Маргарет смертельно ранит Тревора за пределами лагеря и оставляет его умирать, но появляется Брук и помогает Тревору подняться и доковылять до территории лагеря, чтобы он мог после смерти стать призраком. Брюс преследует девушку, которая должна стать его седьмой жертвой, но его ранит призрак Тревора и выталкивает с территории лагеря. Мертвые вожатые решают, что единственный способ остановить Рамиреса — это караулить его и убивать снова и снова, чем они и занимаются на протяжении тридцати лет. В 2019 году Рамирес вновь воскресает и вступает в драку с Бобби, однако вожатые приходят на помощь. Монтана отправляет Бобби в психиатрическую лечебницу, где он знакомится с Донной, которая рассказывает, что в 1989 году призраки жестоко убили Маргарет, расчленив её в дробилке. Донна и Бобби выслеживают почтовое отделение, откуда приходили переводы для Бобби, и обнаруживают целую и невредимую Брук, которой удалось выжить с помощью Рэя. Бобби снова возвращается в лагерь «Редвуд», где призрак Маргарет пытается убить его, но Рихтер спасает сына. Бобби со слезами на глазах расстается со своей семьей. |            |                                        |                      |                           |                  |             |                   |

## Производство

### Разработка
12 января 2017 года шоу было продлено на восьмой сезон и девятый сезоны, и премьера девятого сезона была намечена на 2019 год. 10 апреля 2019 года Райан Мёрфи объявил, что девятый сезон выйдет под заголовком «1984». Девятый сезон был вдохновлён классическими фильмами ужасов-слэшерами, такими как «Пятница, 13-е», «Кошмар на улице Вязов» и «Хэллоуин».
24 июня 2019 года FX объявило, что премьера сезона состоится 18 сентября 2019 года. Официальный трейлер сезона вышел 26 августа 2019 года. 12 сентября 2019 года Райан Мёрфи опубликовал заставку сезона в своём аккаунте в инстаграме. Он объяснил, что он был вдохновлён фанатским концептом Кори Вега, который сильно впечатлил его. В итоге он пригласил Вегу работать с ветераном сериала Кайлом Купером над заставкой сериала. Позже в этом же месяце FX официально выпустило промо-постеры к сезону, подтвердив имена главных персонажей.
17 октября 2019 года было объявлено, что «1984» будет состоять из девяти эпизодов, что на один эпизод меньше, чем раньше было заказано. Это делает его самым коротким сезоном во всём сериале, и третьим после «Дома-убийцы» и «Отеля», у которого сократили изначальное количество эпизодов.

### Кастинг
6 февраля 2019 года Райан Мёрфи анонсировал появление в девятом сезоне Эммы Робертс и Гаса Кенуорти. В июле 2019 года Анжелика Росс объявила, что у неё будет одна из главных ролей в сезоне. Позже в этом же месяце было подтверждено, что Билли Лурд, Коди Ферн, Лесли Гроссман и Джон Кэрролл Линч вернутся в сериал, и к ним присоединятся Мэттью Моррисон, ДеРон Хортон и Зак Вилла В октябре 2019 года фотографии со съёмок подтвердили, что член оригинального актёрского состава Дилан Макдермотт появится в этом сезоне. Позже в этом же месяце, «ветеран» сериала Лили Рэйб подтвердила в своём аккаунте в Instagram, что она появится в седьмом эпизоде сериала. В ноябре 2019 года было объявлено, что «ветеран» сериала Финн Уиттрок вернётся в финальном эпизоде сезона.
2 апреля 2019 года «ветеран» сериала Эван Питерс, который появился в предыдущих восьми сезонах, подтвердил, что в этом году в шоу не вернётся. 23 мая 2019 года Билли Айкнер, который появился в «Культе» и «Апокалипсисе», заявил, что он не вернётся в этом сезоне. 8 июля 2019 года было объявлено, что у Сары Полсон будет небольшая роль в «1984» по сравнению с предыдущими сезонами, так как она занята в другом сериале Мёрфи на Netflix, «Сестра Рэтчед». Однако в октябре 2019 года сама Полсон подтвердила, что она не появится в «1984», как изначально планировалось.

### Съёмки
11 июля 2019 года Мёрфи подтвердил начало съёмок сезона.

## Реакция

### Реакция критиков
На сайте Rotten Tomatoes сезон имеет рейтинг 95 %, со средним рейтингом 7,94/10, на основе 5 отзывов. Консенсус сайта гласит: «Почти идеально сочетания тропы слэшера и фирменных сюжетных поворотов „Американской истории ужасов“, „1984“ — чертовски хорошее шоу».

### Рейтинги
| № | Название            | Дата показа      | Рейтинг (18—49) | Зрителей (миллионов) | DVR (18—49) | Зрителей DVR (миллионов) | Всего (18—49) | Всего зрителей (миллионов) |
| - | ------------------- | ---------------- | --------------- | -------------------- | ----------- | ------------------------ | ------------- | -------------------------- |
| 1 | «Лагерь „Редвуд“»   | 18 сентября 2019 | 1,0             | 2,13                 | N/A         | N/A                      | N/A           | N/A                        |
| 2 | «Мистер Джинглс»    | 25 сентября 2019 | 0,7             | 1,49                 | 1,1         | 2,42                     | 1,8           | 3,92                       |
| 3 | «Танец с резнёй»    | 2 октября 2019   | 0,6             | 1,34                 | 1,0         | 2,09                     | 1,6           | 3,44                       |
| 4 | «Настоящие убийцы»  | 9 октября 2019   | 0,6             | 1,29                 | 1,0         | 1,95                     | 1,6           | 3,25                       |
| 5 | «Красный рассвет»   | 16 октября 2019  | 0,5             | 1,09                 | 0,9         | 1,87                     | 1,4           | 2,96                       |
| 6 | «Эпизод 100»        | 23 октября 2019  | 0,6             | 1,35                 | 0,9         | 1,90                     | 1,5           | 3,26                       |
| 7 | «Дама в белом»      | 30 октября 2019  | 0,5             | 1,05                 | TBD         | TBD                      | TBD           | TBD                        |
| 8 | «Покойся кусочками» | 6 ноября 2019    | 0,5             | 1,05                 | 0,8         | 1,76                     | 1,3           | 2,81                       |
| 9 | «Девушка в финале»  | 13 ноября 2019   | 0,5             | 1,08                 | TBD         | TBD                      | TBD           | TBD                        |